# آریارات یکم (کاپادوکیه)
آریارات یکم آخرین ساتراپ هخامنشی کاپادوکیه شمالی بود که از ۳۴۰ تا ۳۳۱ پ.م. خدمت می‌کرد. او رهبری تلاش‌های دفاعی در برابر تهاجم مقدونی‌ها را برعهده داشت و در نبرد گوگمل تحت فرماندهی داریوش سوم، آخرین شاهنشاه هخامنشی، با مقدونی‌ها به رهبری اسکندر مقدونی جنگید. پس از سقوط شاهنشاهی هخامنشی، آریارات به مقاومت‌های خود در برابر مقدونی‌ها ادامه داد و به عنوان یک فرمانده بازمانده هخامنشی بر کاپادوکیه حکومت کرد. او را بنیانگذار سلسله ایرانی آریارادها می‌دانند.
آریارات سرانجام در سال ۳۲۲ پ. م توسط پردیکاس دستگیر و اعدام شد. قلمرو او تصرف شد و پس از آن بین چند تن از جانشینان اسکندر مورد مناقشه قرار گرفت. با این حال، جانشینان او از سلسله آریارادها در سال ۳۰۱ پ. م دوباره کنترل کاپادوکیه را به دست گرفتند و تا سال ۹۶ پ. م بر این پادشاهی حکومت کردند.